# Макух Василь Омелянович
Васи́ль Омеля́нович Ма́кух (14 листопада 1927, с. Карів, Львівське воєводство, Польська республіка — 6 листопада 1968, Київ, УРСР) — учасник українського руху опору в СРСР. Воїн УПА.
5 листопада 1968 на знак протесту проти комуністичної тоталітарної системи, колоніального становища України, політики русифікації та агресії СРСР проти Чехословаччини, здійснив акт самоспалення на Хрещатику у Києві.

## Життєпис

### Юні роки
Народився в багатодітній родині Омеляна Макуха та Єви Леуш.
Ще з юних років його світогляд як українського патріота-націоналіста формувався під впливом побожних, національно свідомих, працьовитих батьків і сусідів, учасників національно-визвольної боротьби — братів Миколи та Петра Дужих. Його світогляд формувався також в читальні товариства «Просвіта», яку очолював Іван Дужий, де юний Василь мав доступ до патріотичної літератури, та під час спілкування зі своїми старшими друзями, членами ОУН, від яких перейняв практичні методи боротьби з окупантами.
У листопаді 1944 потрапив до рук енкаведистів. На допитах видав себе за Миколу Христославенка і, скориставшись слушним моментом, втік із пересильного пункту.
У кінці 1944 вступив до лав УПА, неодноразово відзначався подяками. Його призначили у військову розвідку, в якій діяв під псевдом «Микола». Безпосереднім його командиром був повстанець «Завірюха» (прізвище не встановлено). До половини лютого 1946 р. тривав його двобій з окупантами, «Микола» не раз вступав у сутички з енкаведистами. Кілька разів із боями переходив радянсько-польський кордон для встановлення зв'язку з повстанцями Закерзоння.
14 лютого 1946 р. відділ «Завірюхи» отримав наказ перейти кордон. У часі виконання завдання відділ зупинився на хуторі Соснина (біля села Бутини) Великомостівського району. «Микола» разом із повстанцем «Білим» розвідували навколишню обстановку, щоб встановити місце дислокації загону МВС, однак наштовхнулися на радянсько-польських прикордонників які вступили з ними в перестрілку. В часі цієї збройної сутички Василя Макуха було поранено — одна із куль спричинила перелом правої ноги вище коліна.

### Ув'язнення й заслання
Непритомним опинився 15 лютого 1946 р. у стінах Великомостівського районного відділу МВС, пережив важке слідство у Львівській тюрмі № 4 («Бригідки»), і 11 липня 1946 р. Військовим трибуналом Львівського гарнізону за ст. 54-1 «б» та 54-11 Карного Кодексу УРСР засуджений на 10 років каторжних робіт із обмеженням у правах на 5 років та з конфіскацією майна (кримінальна справа П-27504). Термін ув'язнення відбував у Дубровлазі (станція Потьма Мордовської АРСР) та в концтаборах Сибіру. 18 липня 1955 р. був звільнений з ув'язнення і висланий на спецпоселення.
На засланні познайомився з Лідією Іванівною Запарою, родом із Дніпропетровська, жінкою складної долі. Ще коли була дитиною, померла її мама. Батько, службовець, переслідуваний більшовиками, згодом одружився вдруге. В часі, коли німці відступали з Дніпропетровська, захопили із собою багато цивільних осіб, переважно жінок та підлітків, і відправили на примусові роботи до Німеччини. Серед них опинилася з мачухою. Дорогою вони познайомилися з професійними артистами, які були зорганізовані в так звану «агітбригаду», яка зі своєю програмою виступала перед німецькими військовиками.
Завдячуючи вокальним здібностям, у цю бригаду потрапила і мачуха, а заодно й Лідія. З того часу і до кінця війни Лідія перебувала в цій «агітбригаді», з концертною програмою якої об'їздила Німеччину, Францію, Голландію.
Після закінчення війни Лідія повернулася до рідного Дніпропетровська, її відразу ж заарештували і за «зраду батьківщини» засудили на 10 років каторжних робіт у віддалених концтаборах Сибіру та на 5 років заслання.
На засланні Лідія познайомилася з Василем Макухом, вони зблизилися. Згодом Лідія захворіла сепсисом (зараження крові), і Василь в зимову хуртовину на руках поніс Лідію до лікаря. Вчасно надана лікарем допомога врятувала Лідію.

Василь Макух з дружиною Лідою та дочкою Ольгою (1962 р.)

Першою отримала волю Лідія. Вона подалась до Дніпропетровська і поселилась у бабусиному будинку на вул. Пожежній на Амур-Пісках у АНД районі міста. А Василь ще два довгі роки змушений був перебувати на засланні, і тільки після остаточного звільнення 6 квітня 1956 р. переїхав до неї. Повернутися до Західної України не мав права. Згодом Василь і Лідія розписалися, й у шлюбі в них народилося двоє дітей — дочка Ольга та син Володимир. Довго Василь не хотів одружуватися, говорячи: 
Усе одно, рано чи пізно, віддам своє життя за волю України, то навіщо створювати сім'ю.
У Дніпропетровську Василь працював у цеху вогнетривів (шкідливе виробництво) заводу «Промцинк», згодом, за станом здоров'я, влаштувався слюсарем з ремонту побутової електротехніки, а Лідія працювала кухарем. Працюючи, Василь увесь час вчився: закінчив дев'ятий та десятий класи вечірньої школи й зробив спробу поступити на навчання до Дніпропетровського університету.

Але, довідавшись про судимість за політичними статтями, в прийомі йому відмовили. Він не сприймав совєтської влади, боляче вражала його русифікація України, приниження української мови, обурювався з приводу несправедливості. Вражало його й те, що коли син Володимир у школі розмовляв українською мовою, однокласники принижували його. Постійно стверджував: 
Усе це мине, Лідочко! Колись настане такий час, що Україна буде самостійною"
Василь багато часу віддавав політичній діяльності. Часто їздив до Львова та Києва для налагодження зв'язків із однодумцями. В Карові, на базі націоналістичних поглядів, зійшовся з тодішнім директором місцевої школи Григорієм Дзіком. Вів велике листування зі своїми побратимами по неволі, кожен свій лист закінчував словами: «Слава Україні!». В Дніпропетровську, у його домі на вулиці Пожежній, збиралися друзі, з якими обговорював вибір методів боротьби за самостійну Україну в нових умовах, умовах «розвинутого соціалізму».
Він ніколи й ні перед ким не приховував своїх націоналістичних поглядів, за ним і його родиною було встановлене постійне стеження, так званий «негласний нагляд». Саме в цей час Макух скаржився своєму сусідові в Карові на те, що «вороги не спускають з мене ока, підсилають агентів-запроданців, які намагаються „переконати“ мене у безперспективності нашої боротьби. Зі свого шляху, обраного ще за молодих літ, я ніколи не зійду».

### Акт самоспалення

Сім'я Макухів (зліва направо): дружина Лідія, дочка Ольга, син Володимир та Василь Макух (1963)

У кінці жовтня 1968 р. Василь приїхав до Карова, щоби відвідати хвору сестру. З батьками поділився своїми думками про антиукраїнську політику тоталітарного режиму, про русифікацію, про колоніальне становище України. Писав тоді багато листів своїм друзям із Києва, Нікополя, Дніпропетровська. 3 листопада несподівано виїхав із села до Львова. Із собою взяв сітку-авоську з трьохлітровою банкою, загорненою в газету, та декілька яблук. Казав, що у банці яблучний сік, але як з'ясувалося згодом, у банці був бензин. У Львові з головного вокзалу десь опівночі від'їхав луганським поїздом. 5 листопада був уже в Києві.
А Київ в цей час готувався до зустрічі найбільшого більшовицького свята — річниці жовтневого перевороту. Місто прикрашали, міліція та переодягнені в цивільне кдбісти несли патрульну службу. Хрещатик був переповнений людьми. І раптом перехожі побачили, як із під'їзду будинку 27 (біля Басарабського ринку) вибігла охоплена вогнем постать і проспектом залунали слова: «Геть окупантів!», «Хай живе вільна Україна!».
Живий факел, а був це Василь Макух, привернув увагу всіх, хто тоді опинився на Хрещатику. Міліціонери намагалися погасити вогонь, але це їм не вдалося. Грубо почали розганяти людей, щоби було якнайменше свідків цієї безпрецедентної події. Василь впав на асфальт, хтось прикрив його шинеллю. Карета швидкої допомоги забрала Василя до лікарні, медики отримали наказ від кдбістів — врятувати життя Василя. Причина — вивідати, чи належав він до якоїсь націоналістичної організації.

Василь Макух (перший зліва) з родиною після повернення з ув'язнення, с. Карів (1957)

Але лікарям не вдалося нічого зробити. Василь Макух, так і не прийшовши до тями, 6 листопада 1968 р. помер. Свідком цієї події був Микола Мазур, уродженець Карова, який саме в цей час як сержант строкової служби військ КДБ ніс патрульну службу на Хрещатику.
А тоді, 5 листопада ввечері зарубіжні радіостанції на весь світ повідомили приблизно таке: "Громадянин України Василь Макух, протестуючи проти комуністичного тоталітаризму, поневолення українського народу й агресії СРСР проти Чехо-Словаччини, здійснив у Києві акт самоспалення. Перед мужнім вчинком українця-патріота схиляє голову вся прогресивна світова спільнота… ".
Уже на другий день після самоспалення Василя Макуха до домівки його рідної сестри Параски Осьмиловської в Карові увірвалися співробітники КДБ і розпочали допит. Хотіли будь-якою ціною виявити підпільну націоналістичну організацію, членом якої міг би бути Василь, адже припускали, що на такий мужній вчинок здатний піти лише член організації. Параску катували в приміщенні сільської ради. Під час «допитів», як згадував Юрій Осьмиловський (чоловік Параски), їй «відбили нутрощі, вона кілька років плювала кров'ю і станула, мов свічка, ще зовсім молодою».
У цей же час кдбісти вдерлися до домівки Макухів на вулиці Пожежній у Дніпропетровську. Повели себе зовсім інакше, ніж у Карові. Сказали, що Василь дуже захворів, лежить в одній із київських лікарень, і бажано рідним його провідати. Водночас провели обшук. Після почутого й побаченого Лідія з кумом Іваном Ципухом подалися до Києва. В столиці їх відразу ж оточив конвой, цілу ніч протримали в холодній кімнаті, а зранку повезли до моргу. Тоді ж, 6 листопада 1968 р., прокуратурою Ленінського району Києва було порушено кримінальну справу за фактом самовбивства Василя Макуха. Чим закінчилося слідство — невідомо.
Тіло Василя Макуха привезли до Дніпропетровська. В останню дорогу його проводжали з дому на вулиці Пожежній. Зійшлося багато знайомих і сусідів. Були й переодягнені в цивільне кдбісти — вони фотографували присутніх. Поховали героя на Калинівському цвинтарі житлового масиву Клочко. Після похорону Лідію Макух знов і знов викликали на допити, запитували, чи знає вона, що її колишній чоловік — «бандерівець», вперто намагалися довідатися про його зв'язки, його друзів, випитували, хто і коли заходив у домівку на вулиці Пожежній. Особливо слідчих цікавило, чи їй часом не надають матеріальної допомоги українські буржуазні націоналісти. Лідію буквально вигнали з роботи кухаря, вона з дітьми залишилася без засобів до існування. Що змогла — продала, дуже бідувала. І тільки згодом дістала змогу влаштуватися кухарем у ресторані на вокзалі.
Акт самоспалення, вчинений Василем, як вияв протесту проти русифікації України тоталітарною комуністичною системою, одержав відгомін серед українців. Отож, Євген Пронюк анонімно в самвидаві написав статтю «Пам'яті героя», яка нелегально розповсюджувалася серед населення України. А це призвело до нових репресій. За поширення вказаної листівки були арештовані Богдан Чабан (тепер священик, парох церкви Св. Володимира і Ольги у Львові) та Стефан Бедрило (відбув два роки в Мордовських концтаборах).
Цей акт 21 січня 1978 р. повторив Олекса Гірник, батько депутата Верховної Ради України п'ятого скликання Євгена Гірника. Самоспалення здійснив на Чернечій Горі у Каневі на могилі Тараса Шевченка в день 60-ї річниці проголошення УНР, закликаючи у своїх листівках український народ піднятися проти російської окупації України та русифікації.

## Лист Василя Макуха до ЦК КПУ від 05.11.1968

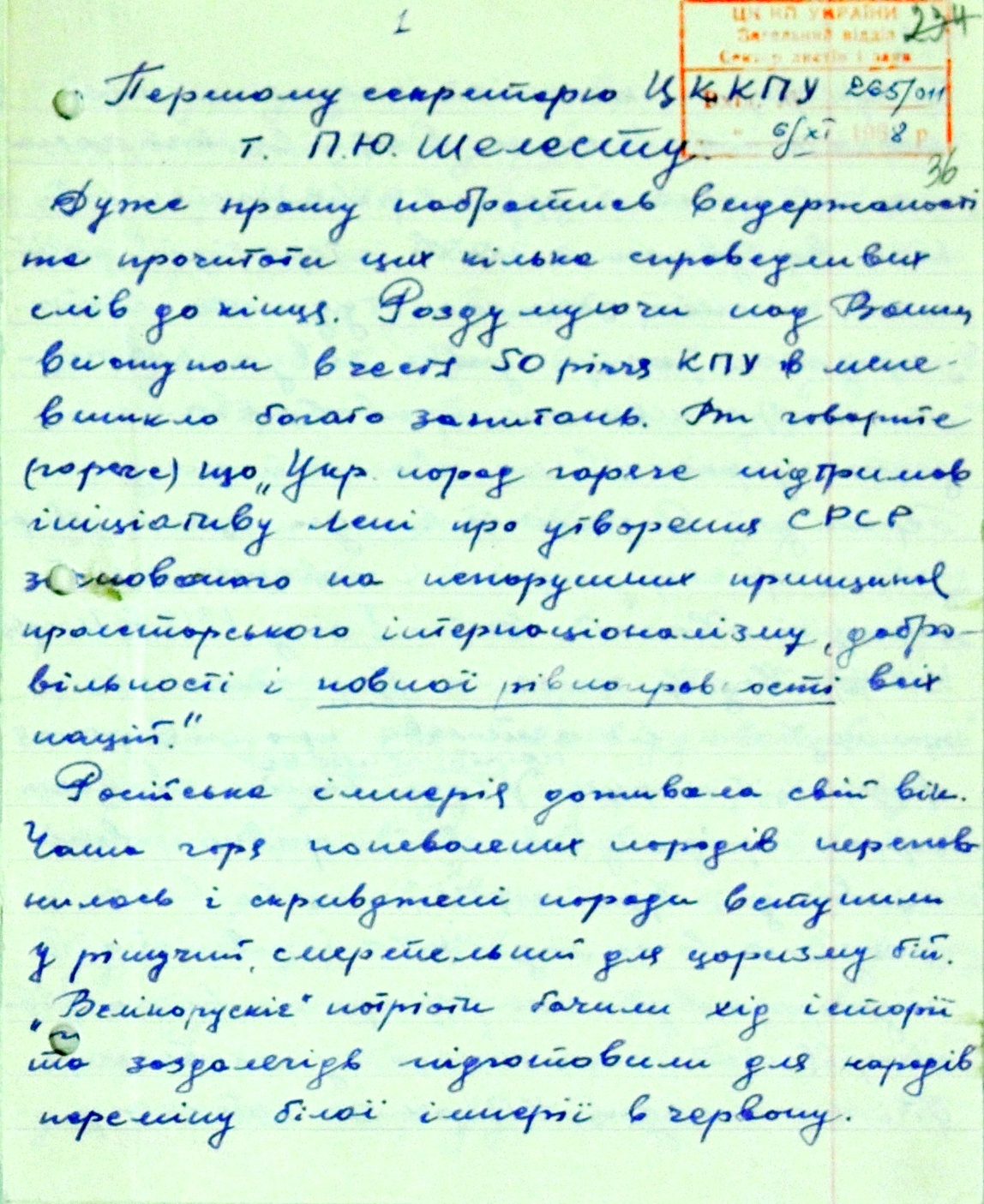
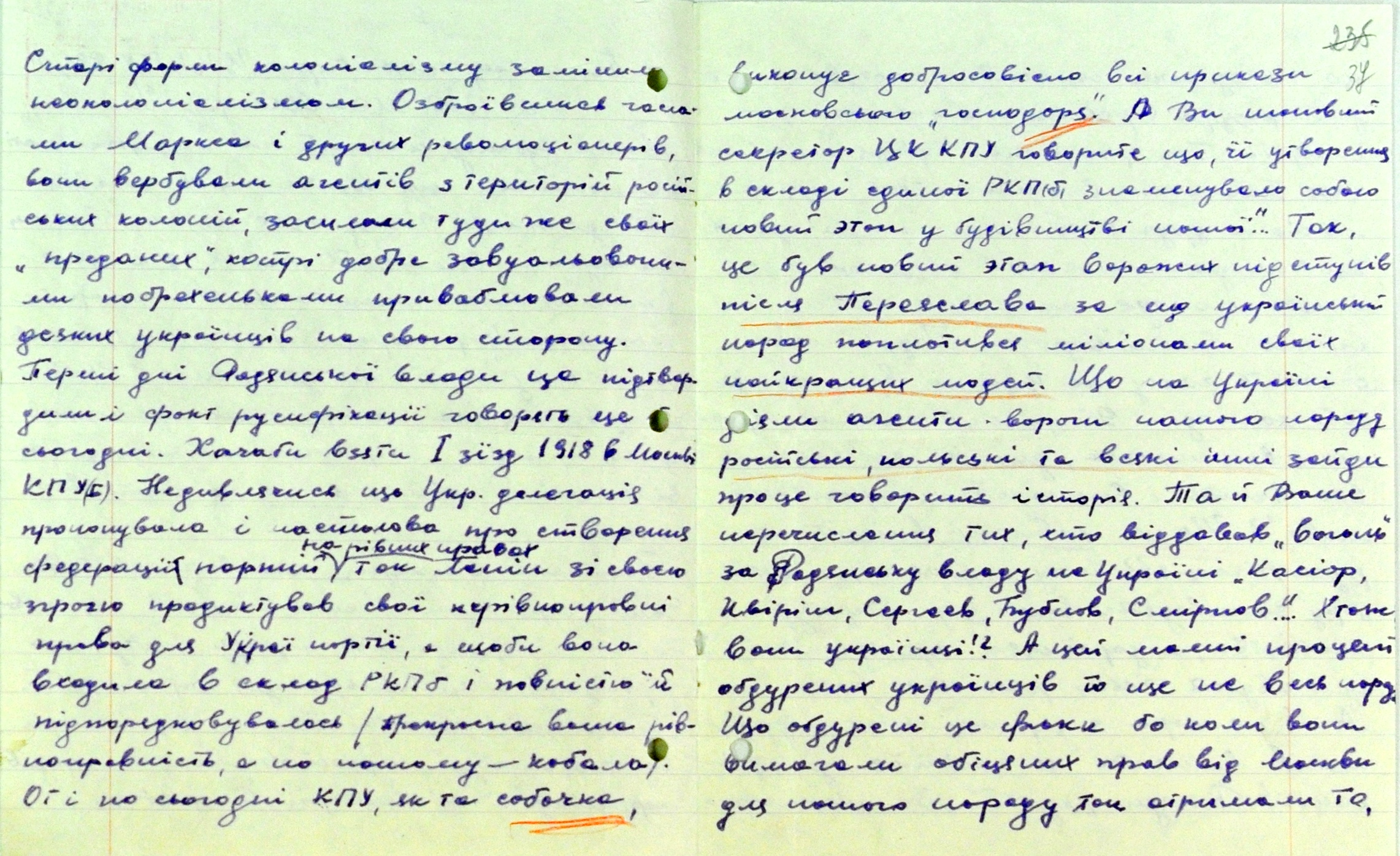
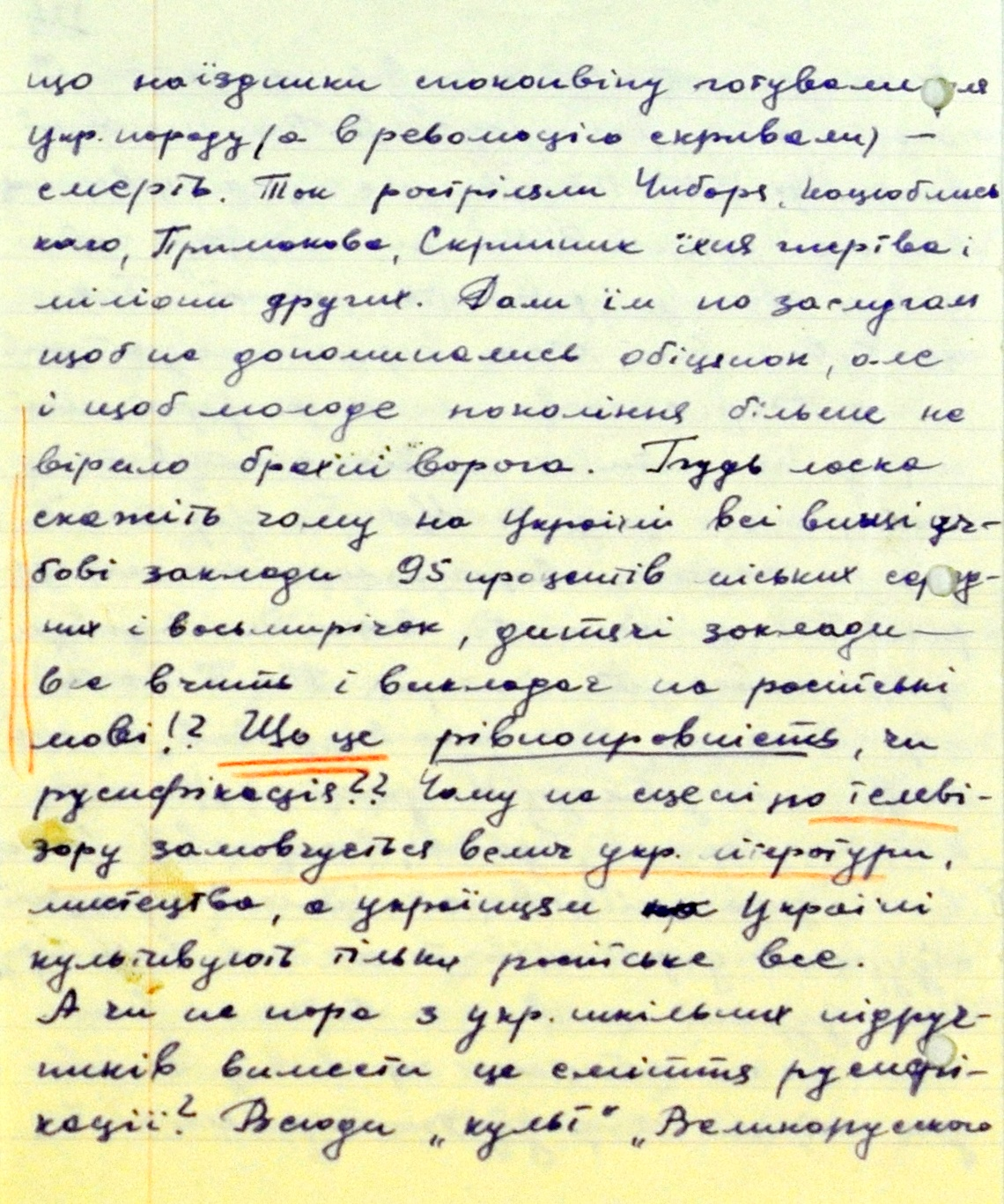
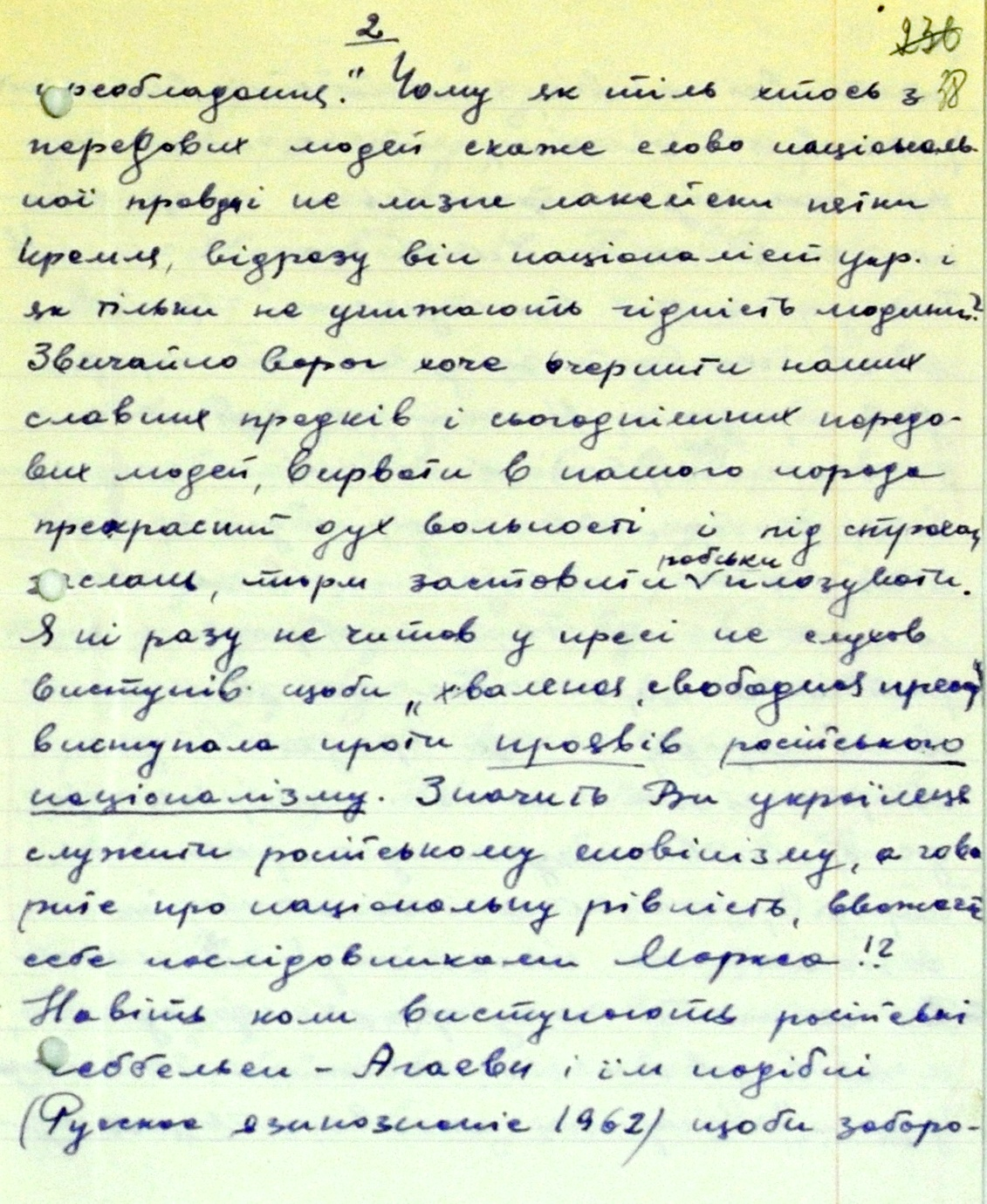
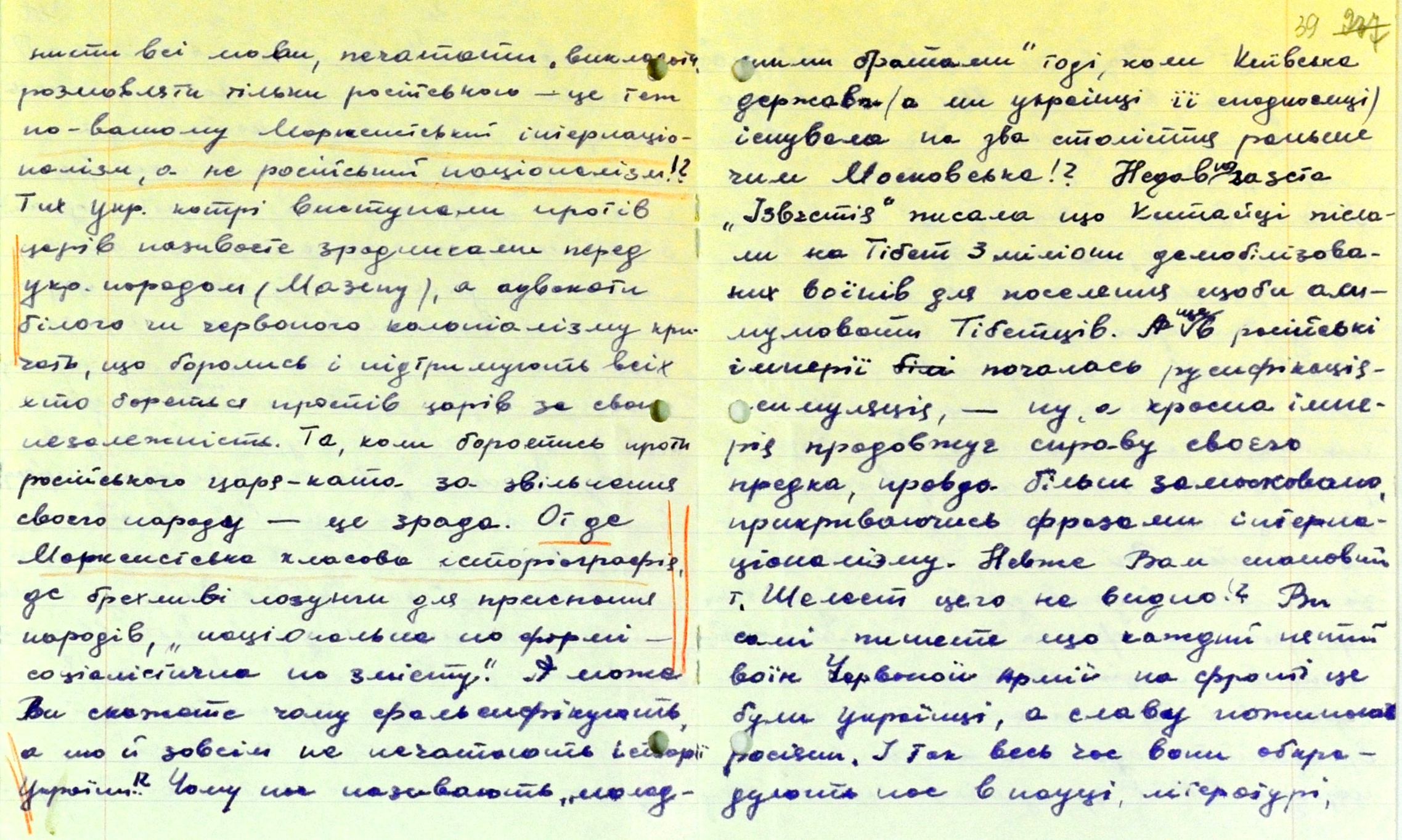
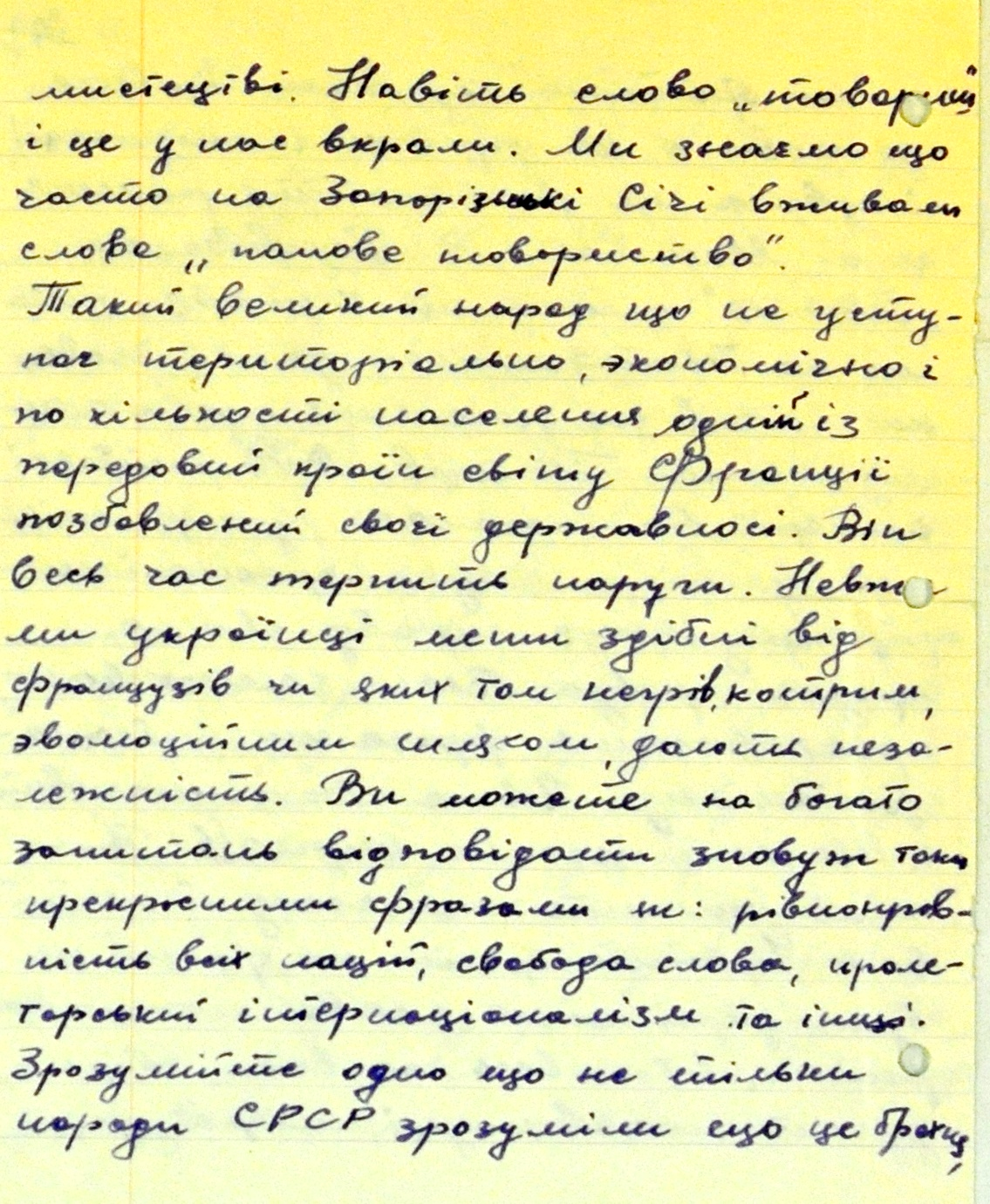
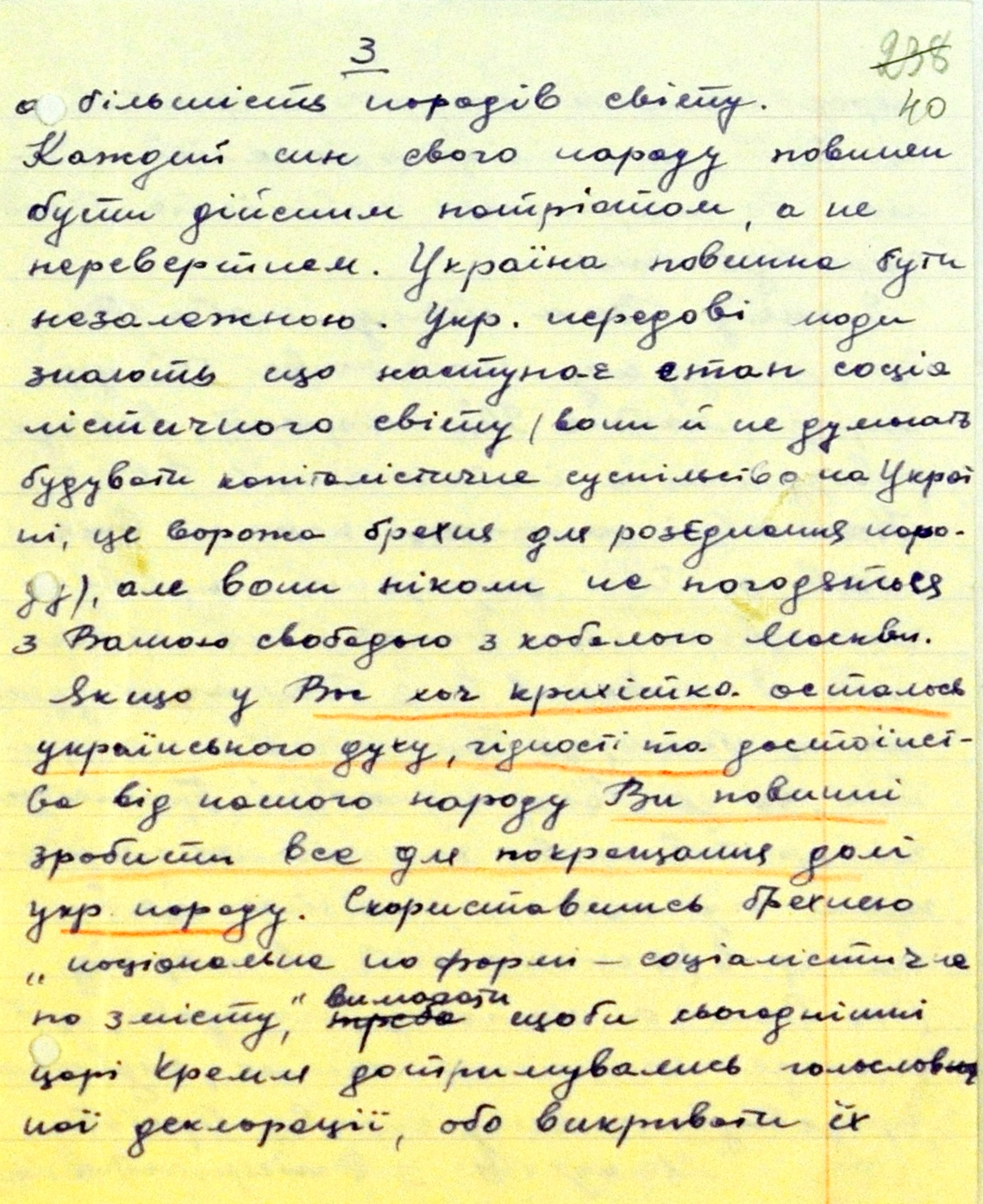
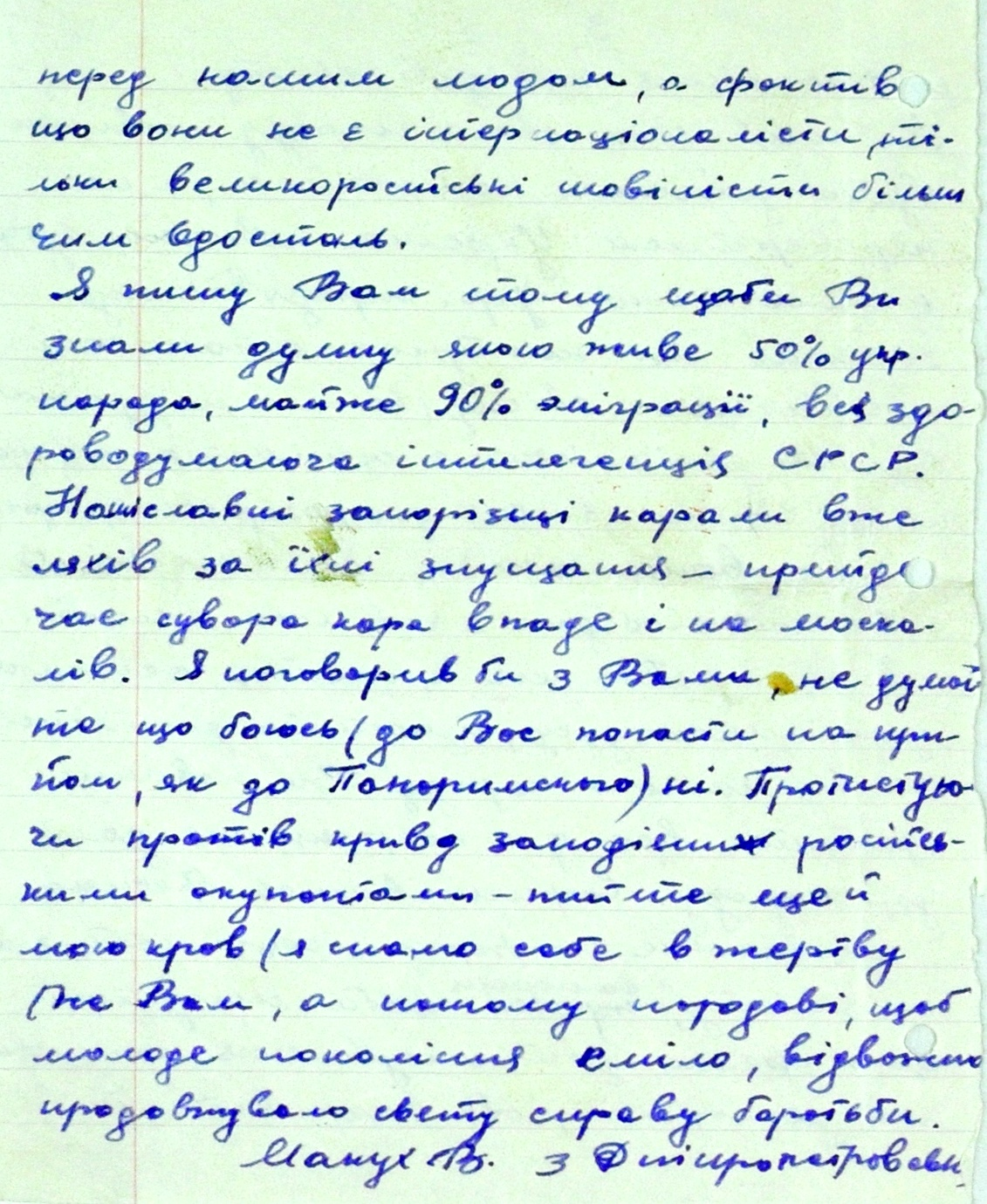

## Інформаційне повідомлення ЦК КПУ від 05.11.1968 про акт самоспалення В. Макуха

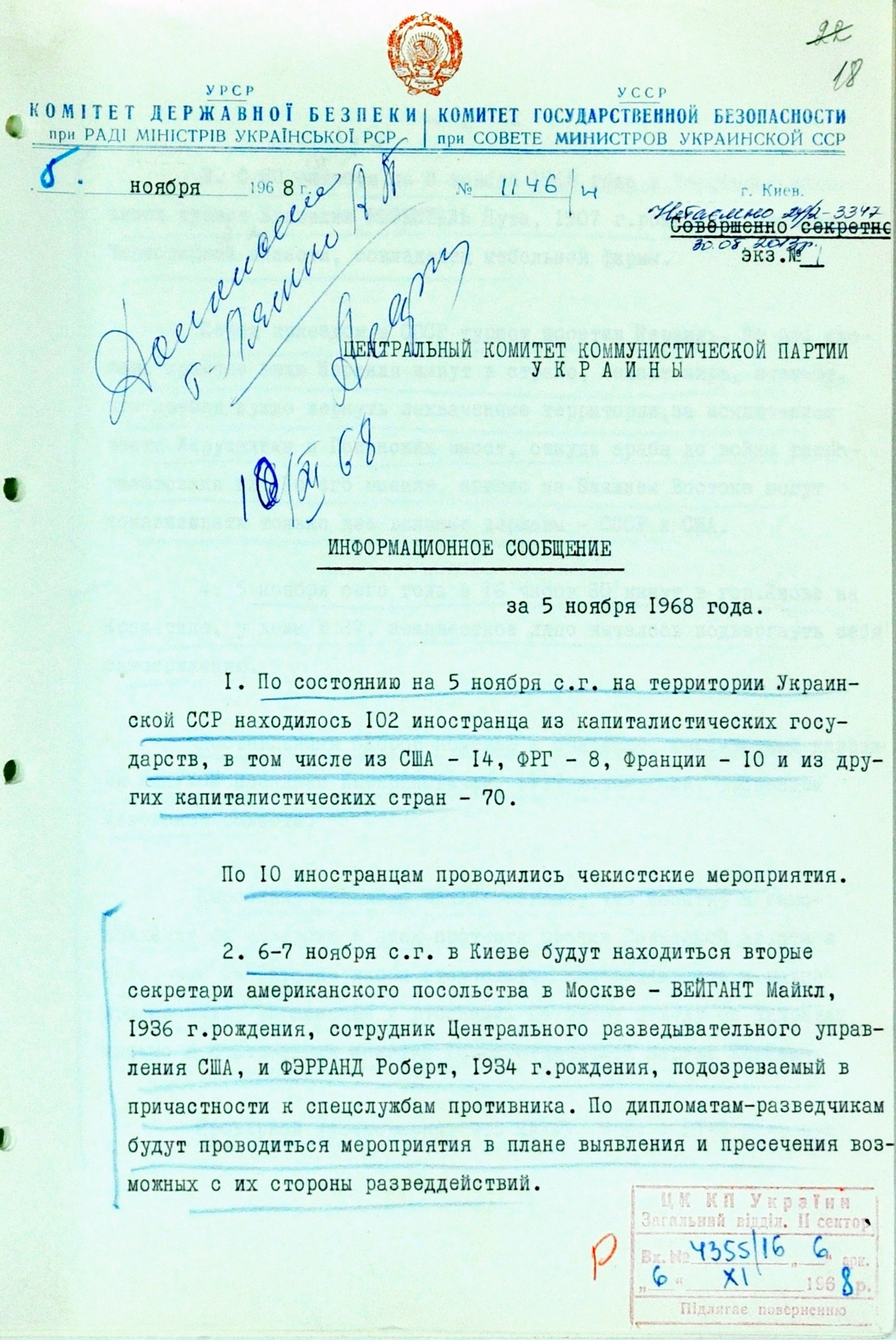
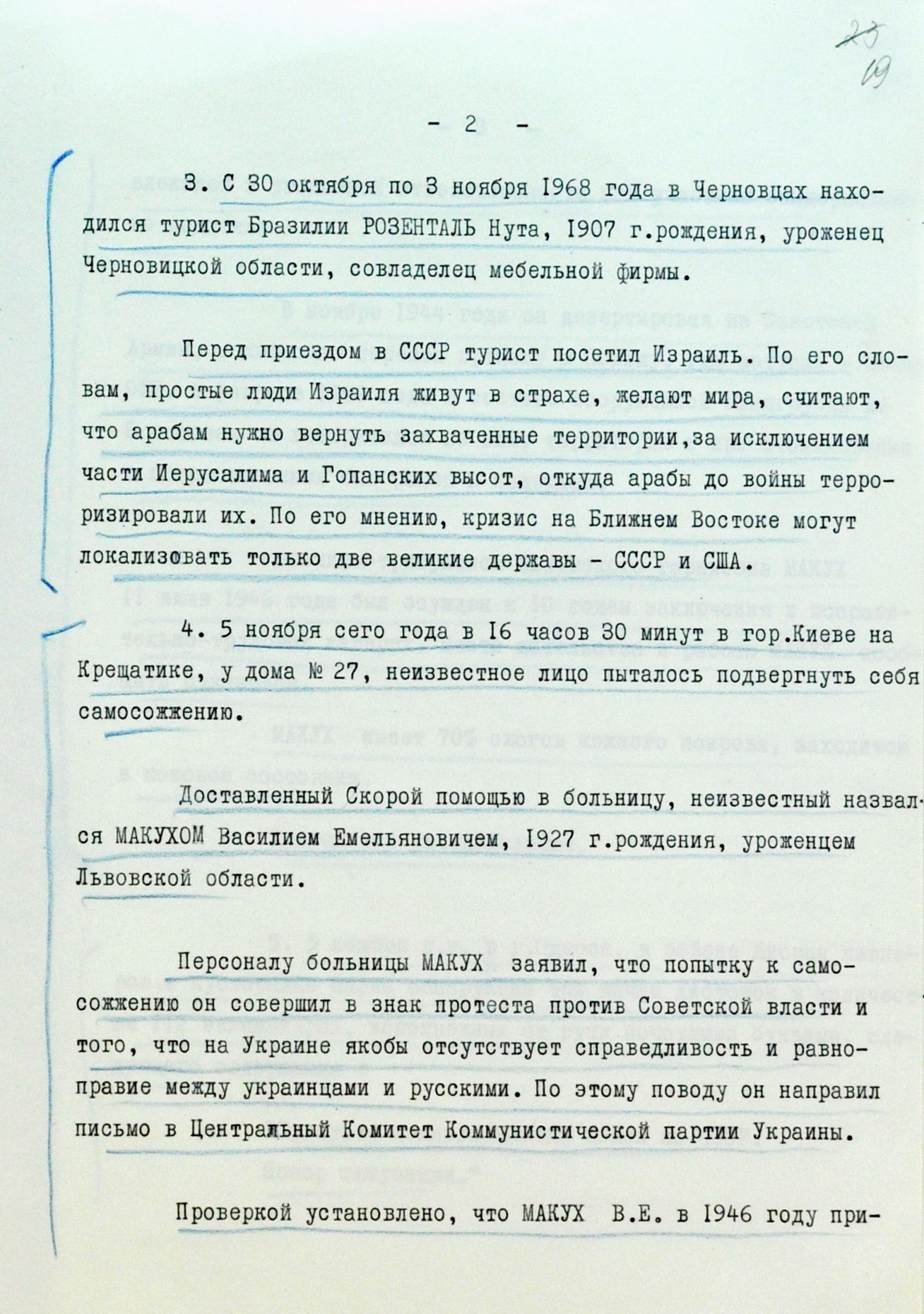
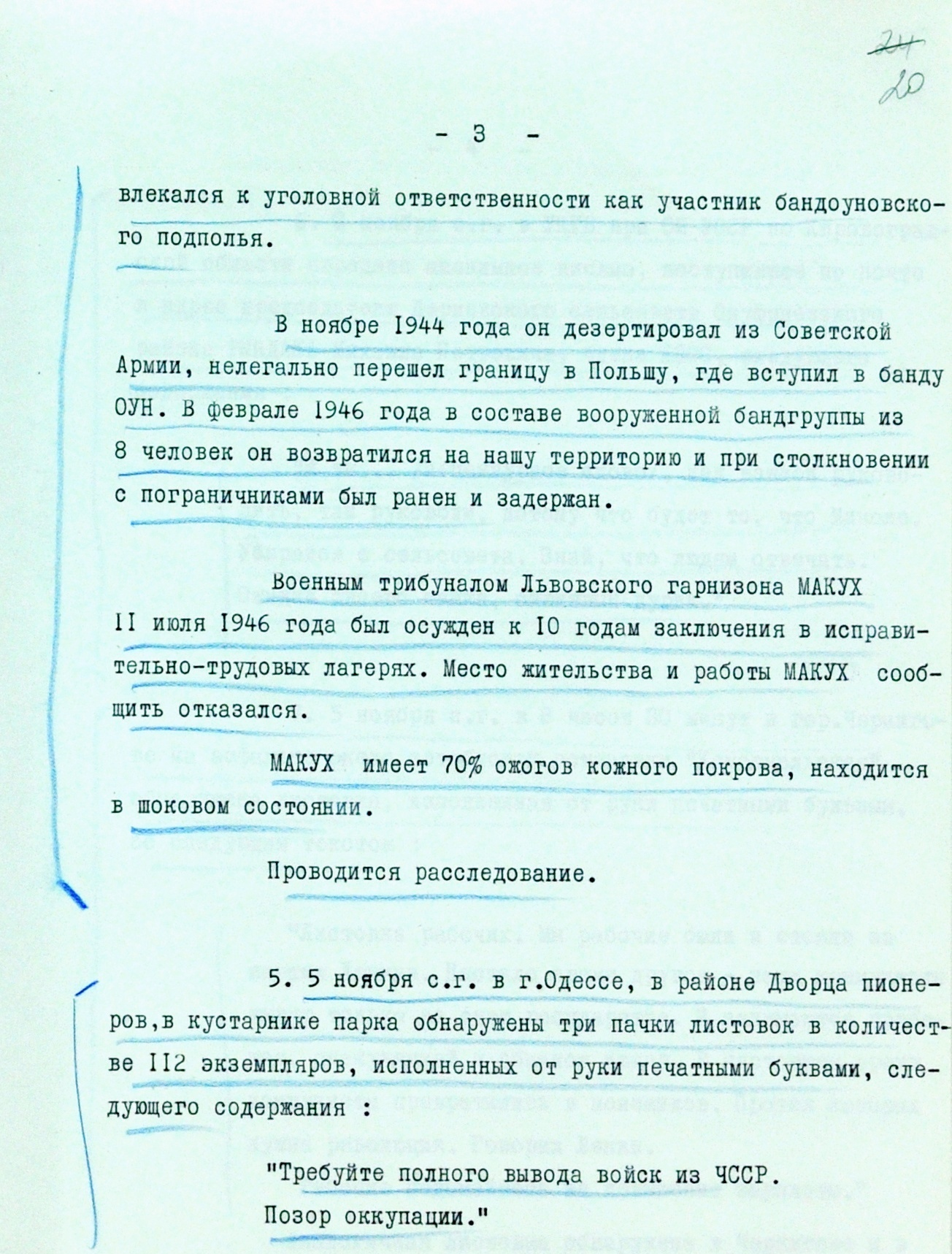
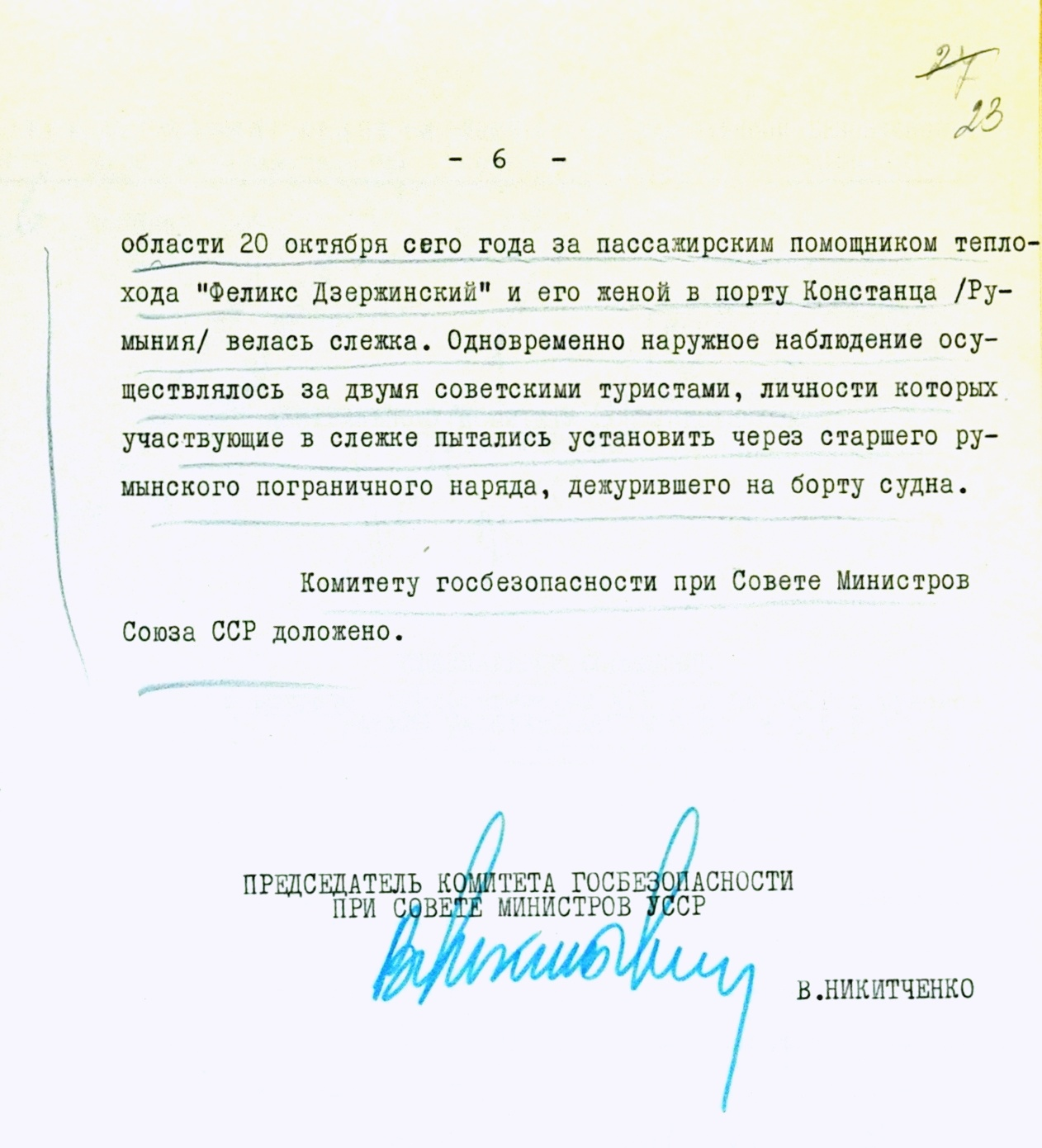

## Визнання

Меморіальна дошка на Хрещатику.

5 листопада 2008 року, у 40-ві роковини самоспалення Василя Макуха, на майдані Незалежності влаштовано концерт-реквієм. Того самого дня у Донецьку, в головному офісі громадської організації інвалідів «Чорнобиль-Допомога», на вшанування пам'яті Василя Макуха та Олекси Гірника відкрито унікальний музей «Смолоскип».
2011 року в жовтні Молодіжний рух Києва в межах проекту «Шляхом українських патріотів» представив у Львові книжку «Біля витоків Незалежності». У ній зібрані біографії 20-ти особистостей, пов'язаних з боротьбою за відродженням української держави. Серед них поряд з Василем Стусом та іншими фігурує Василь Макух.
5 листопада 2011 року біля будинку 27-А на Хрещатику, що неподалік Печерського райсуду, надвечір зібрався гурт людей. Вони тримали плакати з портретами Василя Макуха. Свічками у склянках виклали його прізвище. Лідер молодіжної спілки «Патріоти» студент Київського національного університету Арсен Пушкаренко запропонував звернутися до влади Чехії та Словаччини з проханням відзначити подвиг Макуха нагородами. «Нехай українській владі буде соромно», — заявив він.
У місті Дніпро з 26 листопада 2015 року на Новій Султанівці (Клочко) існує вулиця Василя Макуха.
26 січня 2017 року в Києві на Хрещатику встановлено меморіальну дошку Василю Макуху.
З травня 2018 року новозбудований міст через річку Ботіч у празькому районі Прага 10 носить ім'я Василя Макуха. Від нього починається Українська вулиця. 5 листопада 2018 року відбулося відкриття мосту й таблички на честь українського дисидента. Відео, як виглядає міст імені Василя Макуха у Празі.
На честь Василя Макуха у 2019 році в Києві названа вулиця.
В 2019 році було продемонстровано сюжет самоспалення Василя Макухи у фільмі Заборонений (2019).

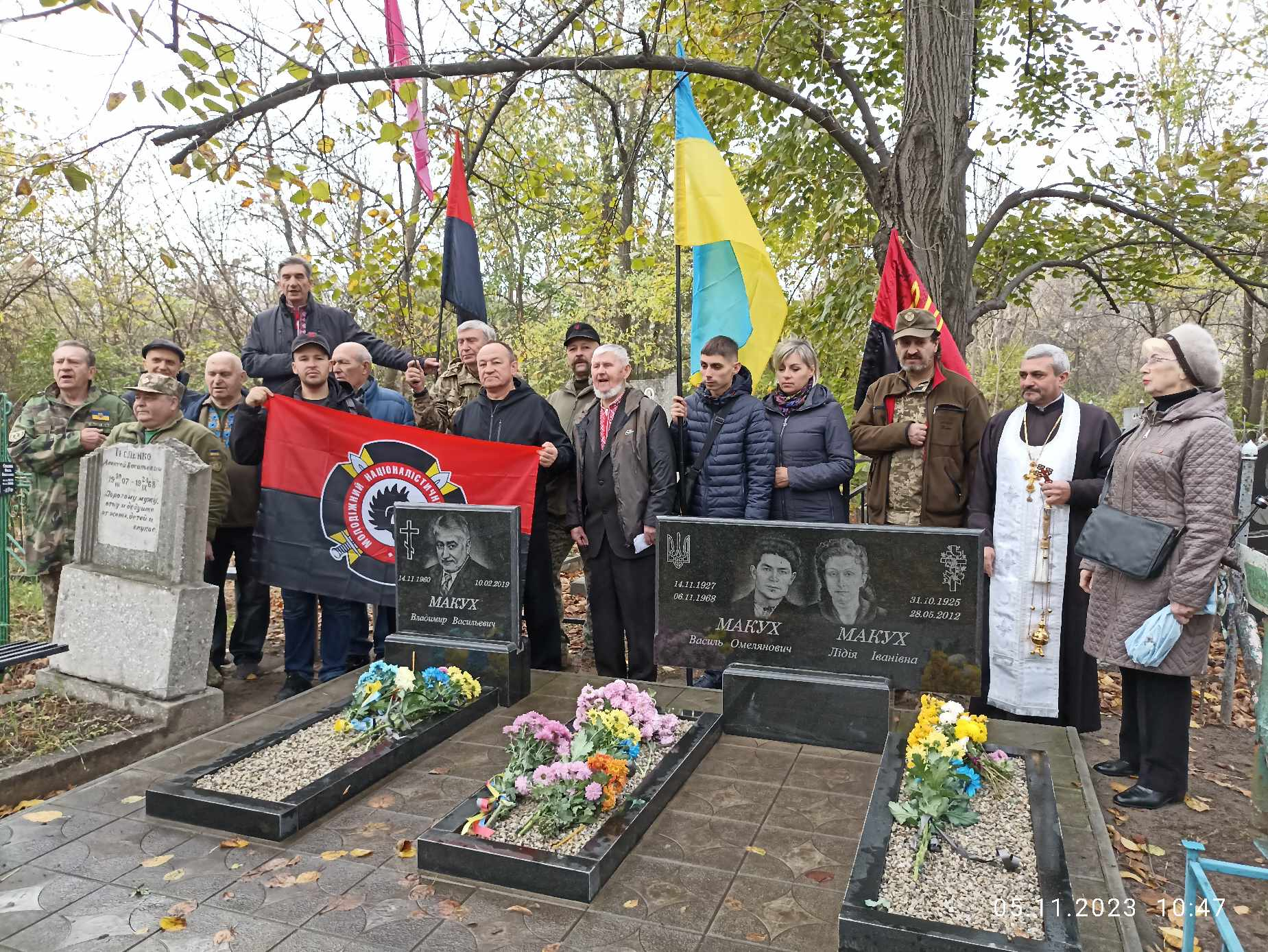
Урочисте покладання квітів до могили героя, вшанування 55-річниці протестного самоспалення Василя Макуха 05.11.2023

## Про Василя Макуха
|  | Борці за Україну по-різному гинули: у бойових акціях ОУН-УПА, були розстріляні чекістами у підвалах большевицьких катівень, на шибенецях, доведені хворобами і голодом до крайнього виснаження. Василь Макух сам собі вибрав смерть, протестуючи самоспаленням, і тим увійшов у безсмертя, Слава Героєві України. Петро Дужий |

|  | Він (Василь Макух) пішов у свій останній бій, використавши зброю, якої найбільше боялися супротивники, став факелом свободи. Василь Макух заслуговує стояти поруч з іншими національними Героями України. Він не мав права на щастя, але має велике право на пам’ять нащадків. Мирон Слука |